# Casa Sucar

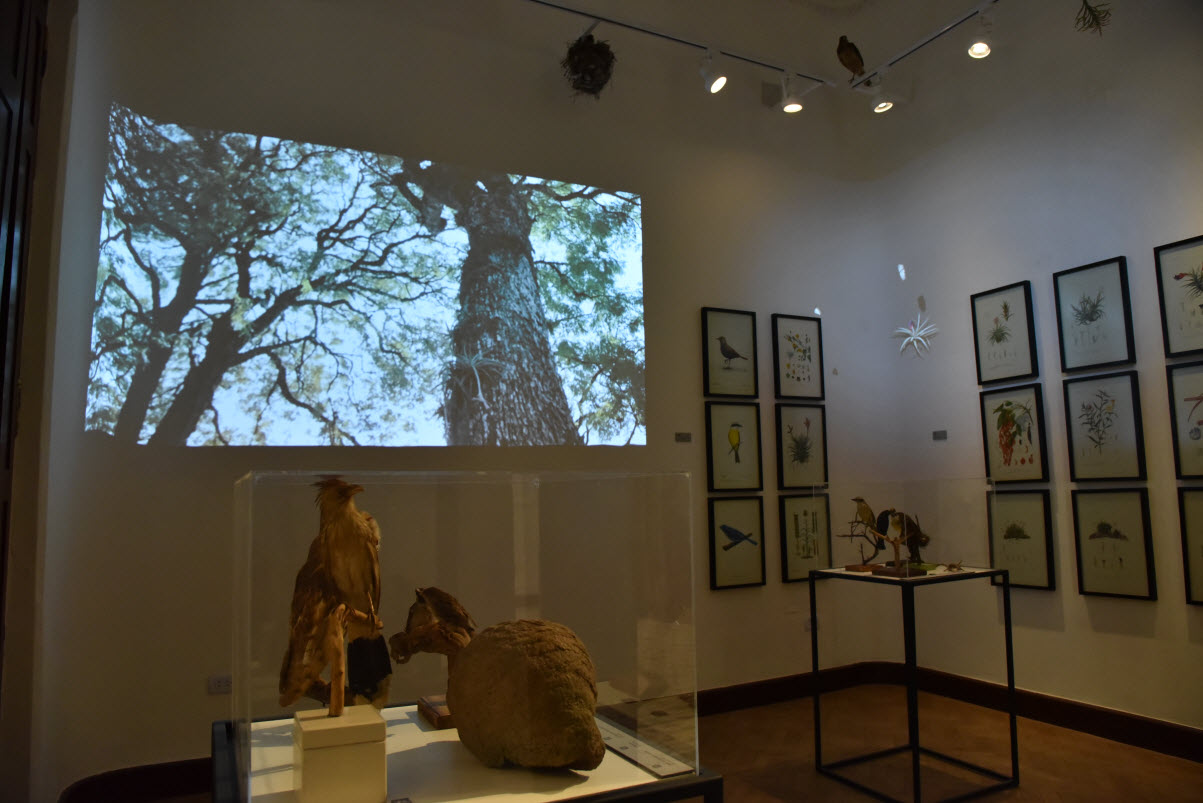
Casa Museo de la Ciudad - Sala 2

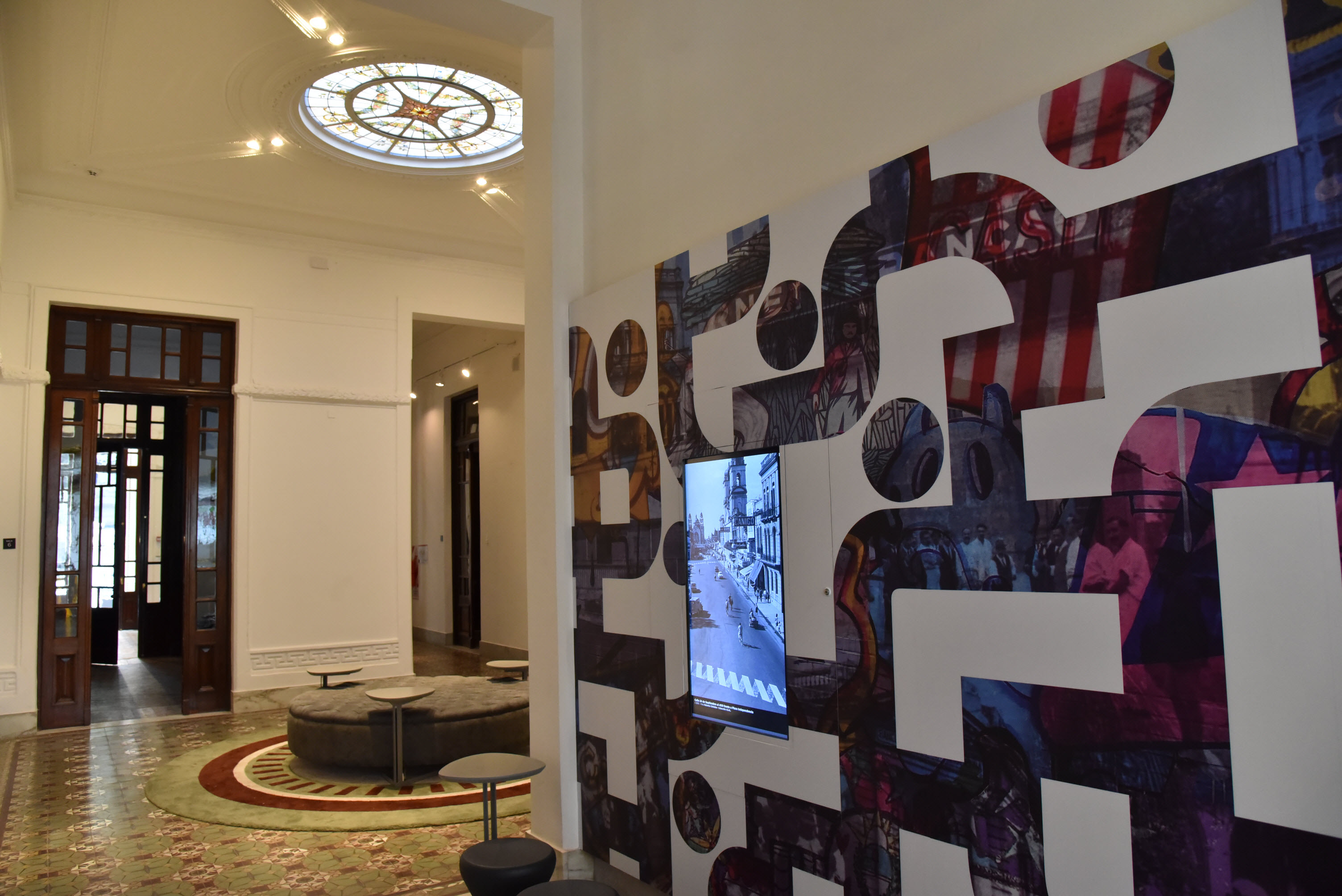
Casa Museo de la Ciudad - estación digital y Salón central.

La Casa Museo de la Ciudad es un museo de San Miguel de Tucumán, Tucumán, Argentina. El museo se ubica en avenida Salta 532 en la popularmente denominada Casa Sucar, tras su restauración y preservación como patrimonio histórico y arquitectónico por parte de la municipalidad de la capital.

## Historia
La Casa Sucar fue construida en 1924 por el arquitecto Luis Lucena para el comerciante José Barbieri. En 1939 la vivienda fue adquirida por Musa Salim Melhem, quien la heredó a su hija Hortensia Melhem de Sucar. Por esta razón el sitio lleva el nombre de Casa Sucar. En 1995 el inmueble fue comprado por Vicente Lucci, siendo destinada al funcionamiento de la Fundación Lucci desde 2003. La fundación funcionó en el recinto hasta 2012 al trasladarse a otra sede. 
Entre ese año y 2017 la casa estuvo abandonada y con frecuentes pedidos de demolición. Esto generó el rechazo de diversos grupos de la sociedad, quienes se manifestaron por la preservación de la histórica residencia. Finalmente, en 2017, la casa Sucar fue expropiada por la municipalidad para convertirla en un museo que muestre la historia de la capital. Así el 5 de julio de 2018 se inauguró la Casa Museo de la Ciudad por el intendente Germán Alfaro y la diputada Beatriz Ávila luego de la restauración y remodelación de la casa. 

## Descripción
La Casa Sucar es de estilo Art Nouveau con un jardín que rodea la propiedad y una sala de exposiciones en el patio trasero de esta. En el interior del museo hay 10 salas que narran la historia de San Miguel de Tucumán desde la fundación de Ibatín hasta los años 80. Además se halla una sala audiovisual e interactiva de datos sobre la historia de la capital. 